# Monster (album Kiss)
Monster – dwudziesty album studyjny amerykańskiego zespołu rockowego KISS, wydany 9 października 2012 roku przez wytwórnię płytową Universal Music Group. Wydawnictwo promuje singel "Hell or Hallelujah". Trasa koncertowa zorganizowana w ramach promocji albumu jest równocześnie trasą w związku z 40. rocznicą powstania grupy.

## Lista utworów
Opracowano na podstawie materiału źródłowego.
| Lp. | Tytuł                           | Czas | Autor                                  |
| --- | ------------------------------- | ---- | -------------------------------------- |
| 1.  | Hell or Hallelujah              | 4:07 | Paul Stanley                           |
| 2.  | Wall of Sound                   | 2:55 | Stanley, Gene Simmons, Tommy Thayer    |
| 3.  | Freak                           | 3:35 | Stanley, Thayer                        |
| 4.  | Back to the Stone Age           | 3:01 | Stanley, Simmons, Thayer i Eric Singer |
| 5.  | Shout Mercy                     | 4:04 | Stanley, Thayer                        |
| 6.  | Long Way Down                   | 3:51 | Stanley, Thayer                        |
| 7.  | Eat Your Heart Out              | 4:06 | Simmons                                |
| 8.  | The Devil Is Me                 | 3:40 | Simmons, Stanley, Thayer               |
| 9.  | Outta This World                | 4:29 | Thayer                                 |
| 10. | All for the Love of Rock & Roll | 3:21 | Stanley                                |
| 11. | Take Me Down Below              | 3:24 | Simmons, Stanley, Thayer               |
| 12. | Last Chance                     | 3:05 | Simmons, Stanley, Thayer               |

### iTunes Bonus
| Lp. | Tytuł                | Czas | Autor   |
| --- | -------------------- | ---- | ------- |
| 13. | Right Here Right Now | 3:58 | Stanley |

### Edycja japońska
| Lp. | Tytuł                              | Czas | Autor                                        |
| --- | ---------------------------------- | ---- | -------------------------------------------- |
| 14. | King Of The Night Time World(Live) | 3:59 | Stanley, Kim Fowley, Mark Anthony, Bob Ezrin |

## Skład zespołu
- Paul Stanley – wokal, gitara rytmiczna
- Gene Simmons – wokal, gitara basowa
- Tommy Thayer – wokal, gitara prowadząca
- Eric Singer – wokal, perkusja